# Hol Beck (Windermere)
Der Hol Beck ist ein Wasserlauf im Lake District, Cumbria, England. Er entsteht südöstlich des Wansfell Pike und fließt in südlicher Richtung bis zu seiner Mündung in das Windermere.
In seinem Oberlauf wird der Hol Beck auch als Skelghyll Beck bezeichnet. Ein 750 m langer Abschnitt des Wasserlaufs in diesem Teil ist als Site of Special Scientific Interest besonders geschützt.(54° 25′ 13,6″ N, 2° 55′ 57,7″ W) Der Abschnitt ist ein bekannter Ort für die Stratigraphie des Llandovery und ist besonders reich an Graptolithen Fossilien.